# Rockdale (Wisconsin)
Pour les articles homonymes, voir Rockdale.
Rockdale est un village américain situé dans le comté de Dane dans l’État du Wisconsin.